# Кумови (ТВ серија)
Кумови (хрв. Kumovi) хрватска је теленовела коју приказује Нова од 7. фебруара 2022. године. У Србији је приказује Нова од 7. јуна 2022. године.

## Радња
Радња серије одвија се у измишљеном месту Заглаве (заправо градић Врлика). Пут који иде према забаченом крају дели Заглаве на два супротстављена табора: с једне је стране породица Мацан, новопечени богаташи и гастарбајтери, а с друге је стране породица Акрап, владари и староседеоци, док је у средини породица Готовац, криминална господа из велеграда. Све три породице повезане су кумством и интересом. Сукобиће се у трци за новцем и одлучивати о судбини места.

## Улоге
| Глумац              | Улога               |
| ------------------- | ------------------- |
| Момчило Оташевић    | Јанко Готовац       |
| Ана Уршула Најев    | Луце Акрап Готовац  |
| Владимир Тинтор     | Аљоша Готовац       |
| Ведран Мликота      | Винко Мацан         |
| Милан Штрљић        | Стипан Мацан        |
| Олга Пакаловић      | Весна Готовац       |
| Ника Баришић        | Лара Готовац        |
| Дарија Лоренци Флац | Јадранка Мацан      |
| Стојан Матавуљ      | Звоне Акрап         |
| Барбара Вицковић    | Анђела Акрап        |
| Радослава Мркшић    | Ивка Мацан          |
| Мирна Михаелчић     | Матија Мацан        |
| Ловре Конџа         | Мартин Акрап        |
| Лара Обад           | Пере Мацан          |
| Еција Ојданић       | Мирјана Богдан      |
| Константин Хаг      | Златан Богдан       |
| Петра Краљев        | Милица Скелин       |
| Мијо Кево           | Марко „Шанк” Скелин |
| Ратко Главина       | Андрија Акрап       |
| Домагој Иванковић   | Јосип Квасина       |
| Ђорђе Кукуљица      | Мате Шушњара        |
| Јагода Кумрић       | Ведрана Богдан      |
| Власта Рамљак       | Даница Мацан        |

## Време и место радње
Радња серије одвија се у измишљеном селу Заглаве, које с погледом на Врличко поље и Динару отелотворује градић Врлика.